# S-55 (Explorer)

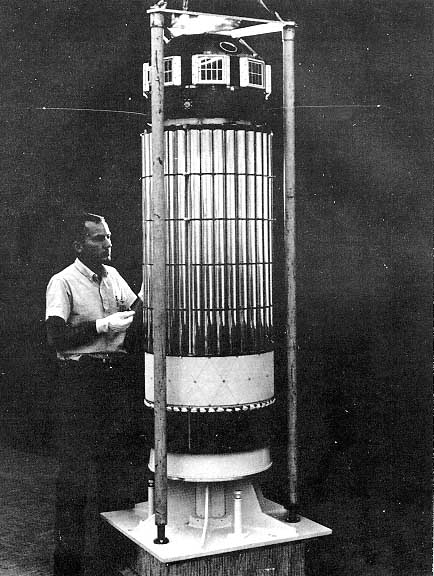
Explorer-13 (S-55a)

Die Satelliten der Baureihe S-55 waren Forschungssatelliten der NASA im Rahmen des Explorer-Programms. Ziel der Satelliten war die Erforschung der Mikrometeoritenhäufigkeit im erdnahen Weltraum. Sobald die S-55-Satelliten erfolgreich eine Umlaufbahn erreicht hatten, erhielten sie eine Explorer-Bezeichnung mit laufender Nummer aus dem Explorer-Programm.
Die vier weitgehend baugleichen Satelliten wurden alle von der Wallops Flight Facility mit Hilfe von Scout-Raketen gestartet.

## Aufbau
Jeder der Satelliten hatte eine zylindrische Form von 61 cm Durchmesser und 192 cm Länge und blieb fest mit der letzten Stufe der Scout-Rakete verbunden. Der obere Teil des Satelliten enthielt Solarzellen zur Stromversorgung sowie die Elektronik. Es waren mehrere Arten von Mikrometeoritensensoren am Satelliten montiert:
- Penetrationsdetektoren bestehend aus einer Reihe von gasgefüllten Edelstahlröhren, die rund um die vierte Stufe der Trägerrakete angebracht waren (Fünf Reihen mit jeweils 32 Zellen)
- Piezoelektrische Einschlagdetektoren
- Folien-Kondensator-Detektoren
- Cadmiumsulfid-Zellen-Detektoren
- Drahtgitter-Detektoren

Mit Hilfe dieser Detektoren konnten Informationen über Größe, Anzahl, Verteilung und Geschwindigkeit der Staubpartikel in der niedrigen Umlaufbahn gewonnen werden.

## Resultate
Die Messungen zeigten, dass die Mikrometeoritendichte deutlich niedriger war, als zunächst vermutet. Diese Information war für das Mercury-Programm wichtig, um die Gefahren für bemannte Raumflüge abschätzen zu können. Später wurden erweiterte Messungen von den drei Pegasus-Satelliten und Explorer 46 durchgeführt.

## Missionen
| Explorer    | Name  | Datum             | Startrakete | Startort | Orbit (Apogäum, Perigäum, Inklination) | Masse  | Bemerkungen                                                                                     |
| ----------- | ----- | ----------------- | ----------- | -------- | -------------------------------------- | ------ | ----------------------------------------------------------------------------------------------- |
| ---         | S-55  | 30. Juni 1961     | Scout-X1    | WI       | ---                                    | 84 kg  | Fehlstart, Versagen der Trägerrakete                                                            |
| Explorer 13 | S-55a | 25. August 1961   | Scout-X1    | WI       | 125 km 1.164 km 37,70°                 | 86 kg  | Zu niedriger Orbit erreicht, verglüht nach nur zwei Tagen ohne Messresultate geliefert zu haben |
| Explorer 16 | S-55b | 16. Dezember 1962 | Scout-X3    | WI       | 750 km 1.181 km 52,01°                 | 101 kg | Arbeitete über sieben Monate                                                                    |
| Explorer 23 | S-55c | 6. November 1964  | Scout-X4    | WI       | 466 km 977 km 51,95°                   | 134 kg |                                                                                                 |